# نزار بركة
نزار بركة (مواليد 6 فبراير 1964) هو سياسي واقتصادي مغربي، شغل منصب وزير الاقتصاد والمالية في حكومة بنكيران منذ 3 يناير 2012 حتى 9 يوليو 2013. اختارته مجلة «ذي بانكر» التابعة لمجموعة فاينانشال تايمز كأفضل وزير للمالية في منطقة الشرق الأوسط وشمال أفريقيا سنة 2012.
وهو يشغل منصب وزير التجهيز والماء في حكومة أخنوش منذ 7 أكتوبر 2021.

## مسيرته

### نشأته
نشأ نزار في أسرة سياسية عريقة، فجده، من أمه، هو الزعيم علال الفاسي، التحق بعد حصوله على شهادة الباكالوريا سنة 1981 ، بكلية الحقوق بجامعة محمد الخامس - أكدال، وحصل على دبلوم الإجازة في الاقتصاد القياسي سنة 1985، وعلى دبلوم الدراسات المعمقة في الاقتصاد من جامعة إكس مارسيليا 3 بفرنسا في سنة 1986 ، والدكتوراه في العلوم الاقتصادية من نفس الجامعة سنة 1992.

### مسيرته المهنية
بدأ التدريس بكلية العلوم القانونية والاقتصادية والاجتماعية بجامعة محمد الخامس أكدال، والتحق بوزارة المالية سنة 1996، وتدرج في عدد من المناصب والمسؤوليات، من بينها رئيس مصلحة التوقعات المالية بمديرية الدراسات والتوقعات المالية، قبل أن يعين رئيسا لقسم السياسة الاقتصادية، ثم قسم التحليلات الماكرو - اقتصادية.

## مسيرته السياسية
التحق بحزب الاستقلال في 1981 ، ثم تدرج في عدد من المسؤوليات داخل الحزب، بدء من انتخابه عضوا بالمجلس الوطني سنة 1989 ، ثم اللجنة المركزية سنة 1998 ، قبل أن يصبح عضوا باللجنة التنفيذية للحزب منذ 2003 .
عينه الملك عضوا بلجنة ابن رشد لتقوية التعاون بين المغرب وإسبانيا في 5 يناير. هو عضو مؤسس للرابطة المهنية للتفكير والتوجيه، وعضو المجلس الإداري للجمعية المغربية للعلوم الاقتصادية.
وقد انتُخِب في 7 أكتوبر 2017 أمينا عاما لحزب الإستقلال ب 924 صوت خلفا لحميد شباط الذي حصل على 230 صوتا.